# Agence des participations de l’État
Die Agence des participations de l’État (APE) ist eine französische Behörde zur Verwaltung staatlicher Beteiligungen. Sie nimmt als Dienstleister die Eigentümerinteressen an den Beteiligungen wahr. Sie versteht sich darüber hinaus als strategischer Investor, um gemäß den politischen Zielsetzungen staatliche Interessen durchzusetzen. Die Behörde untersteht dem französischen Ministerium für Wirtschaft und Finanzen.

## Geschichte
Die Behörde wurde im September 2004 gegründet, um die Rolle des Staats als Anteilseigner zentral zu bündeln und den Interessen des Staats eine bessere Geltung zu verschaffen. Die Behörde verwaltet mit nur 55 Angestellten ein Portfolio von 85 Beteiligungen. Die Gesellschaften beschäftigen in Summe rund 1,7 Mio. Mitarbeiter (Stand 2024). Mitte 2023 betrug der Wert der Beteiligungen 153 Mrd. €.

## Zielsetzung
Die Behörde hat in ihren Richtlinien festgelegt, dass sie wie ein langfristig handelnder Aktionär die wirtschaftliche Entwicklung der Unternehmen unterstützen soll: dies beinhaltet die Rentabilität, die längerfristige Wertentwicklung, die sozialen Aspekte sowie mögliche ökologische und gesellschaftliche Auswirkungen. Als strategische Beteiligungen werden Unternehmen gewertet, die zur Souveränität des Landes beitragen (Verteidigung und Atomkraft), die Aufgaben von öffentlichem Interesse wahrnehmen und systemkritische Unternehmen, die in aktuellen Schwierigkeiten stecken.
Die Covid-19-Pandemie und der Krieg in der Ukraine erfordern gegenwärtig zusätzliche Maßnahmen um sicherzustellen, dass gefährdete Unternehmen diese Krisen überstehen. Zudem wurde die Investitionsdoktrin um folgende Problemfälle erweitert:
- Veränderung von Geschäftsmodellen aufgrund von veränderten Umweltanforderungen,
- Digitaler und technologischer Wandel,
- Tendenzen zur Deindustrialisierung.[4]

## Portfolio
Der überwiegende Teil des Beteiligungsbesitzes ist historisch gewachsen. Schwerpunkte sind die Sektoren Energie, Industrie, Transport, Dienstleistungen und Finanzen. In den weitaus meisten Fällen handelt es sich um Kapitalgesellschaften, an denen der Staat Mehrheits- oder auch Minderheitsanteile hält. Die nachfolgende Liste enthält einige der wichtigeren Beteiligungen.

### Energie
- Électricité de France (EDF)
- Engie (bis 2015 GDF Suez)
- Enedis
- Framatome
- Orano

### Industrie
- Airbus
- Arabelle Solutions
- TechnicAtome
- KNDS
- Naval Group
- Renault
- Safran
- Thales Group

### Transport
- Aéroports de Paris (ADP)
- sowie weitere Flughäfengesellschaften
- Air France-KLM
- Société nationale des chemins de fer français (SNCF)
- Régie autonome des transports Parisiens (RATP)
- Autoroutes et tunnel du Mont-Blanc (ATMB)
- sowie weitere Autobahntunnel
- Marseille Europort
- sowie weitere Hafengesellschaften

### Dienstleistungen und Finanzen
- France Télévisions
- Arte
- France Médias Monde
- Radio France
- Bpifrance
- Dexia
- Française des Jeux (Lotterie)
- La Poste
- Orange
- Rungis